# Adelaide Cabete

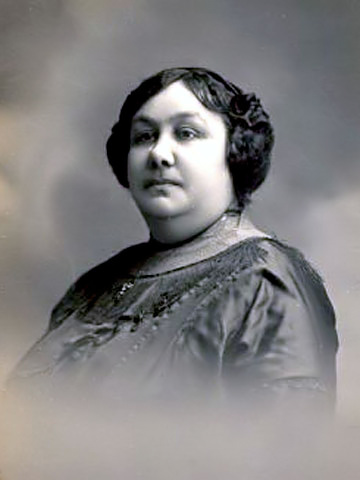
Adelaide Cabete

Adelaide de Jesus Damas Brazão Cabette, besser bekannt als Adelaide Cabete (in der heutigen Schreibweise) (* 25. Januar 1867 in Alcáçova, Elvas, Königreich Portugal; † 14. September 1935 in Lissabon, Portugal), war eine portugiesische Geburtshelferin, Gynäkologin, Autorin und Lehrerin und eine der führenden portugiesischen Feministinnen des 20. Jahrhunderts. Sie war überzeugte Republikanerin, Abolitionistin und Freimaurerin.
Sie war eine Pionierin bei der Forderung nach Frauenrechten und stand mehr als zwanzig Jahre lang dem Conselho Nacional das Mulheres Portuguesas vor. In dieser Funktion forderte sie für Frauen das Recht auf einen Monat Erholungsurlaub vor der Geburt (Mutterschaftsurlaub). Schon 1912 forderte sie auch öffentlich das Wahlrecht für Frauen, das ihr erst 1933 gewährt wurde, womit sie die erste und einzige Frau an ihrem damaligen Wohnort Luanda (Portugiesische Kolonie Angola) wurde, die wählen durfte.

## Leben

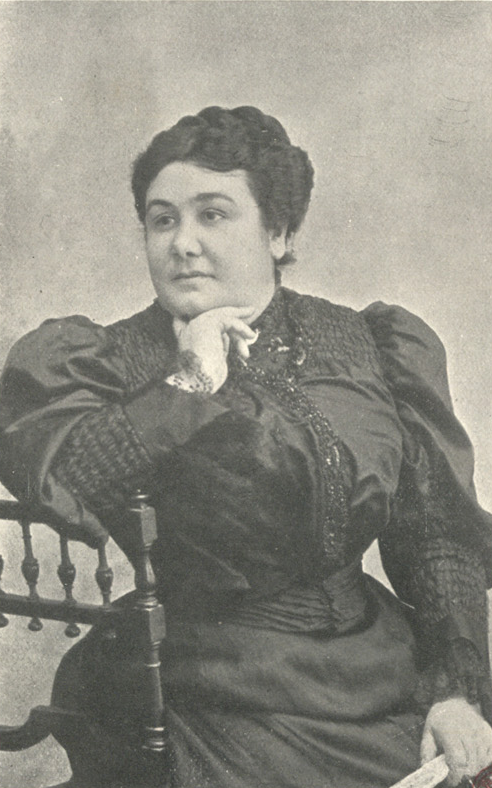
Adelaide Cabete, 1908

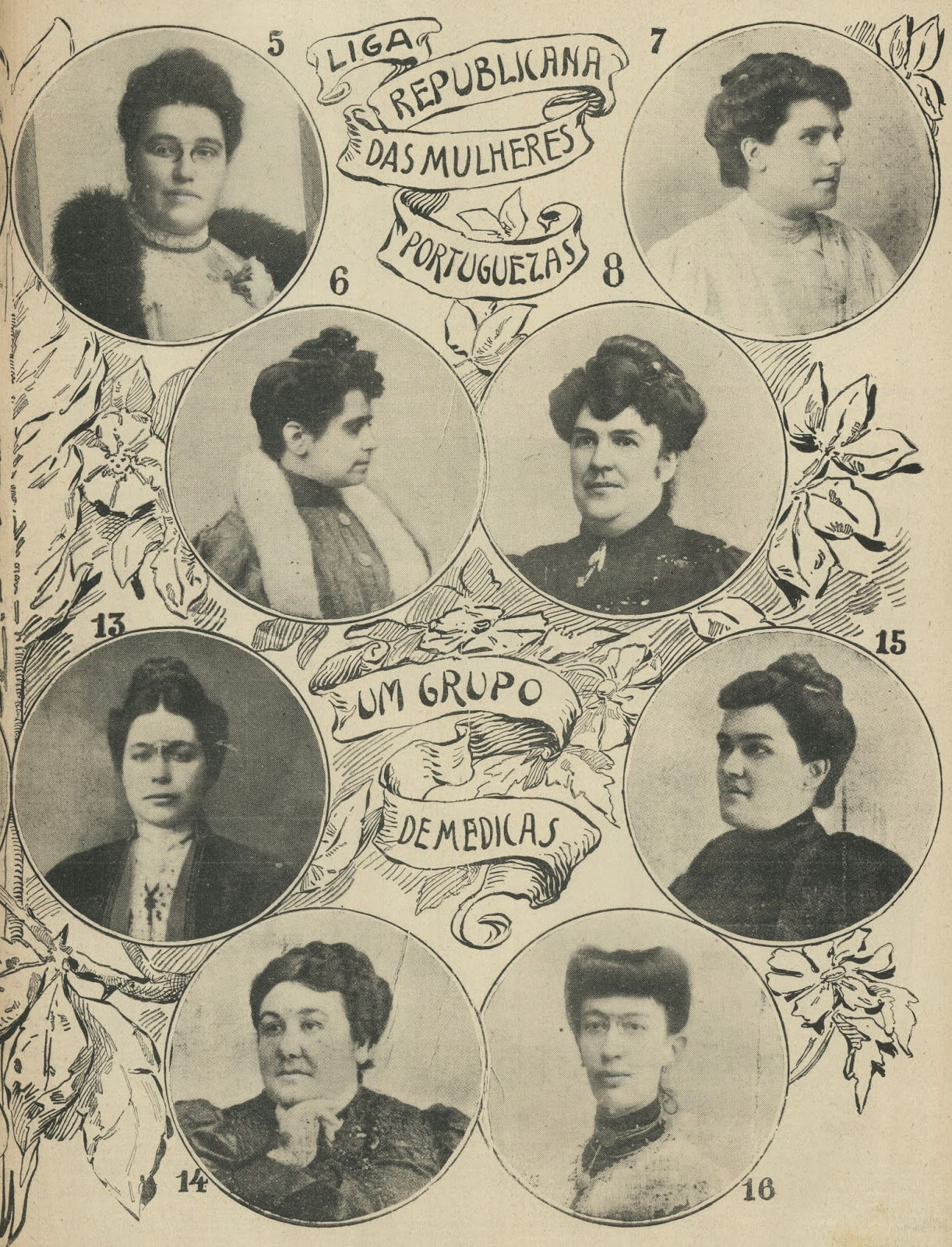
Beilage zur Zeitschrift O Século vom 12. Mai 1910 über die Suffragetten der Liga Republicana das Mulheres Portuguesas; 5 – Ana de Castro Osório; 6 – Maria Veleda; 7 – Beatriz Pinheiro; 8 – Maria Clara Correia Alves; 13 – Sofia Quintino; 14 – Adelaide Cabete; 15 – Carolina Beatriz Ângelo; 16 – Maria do Carmo Joaquina Lopes

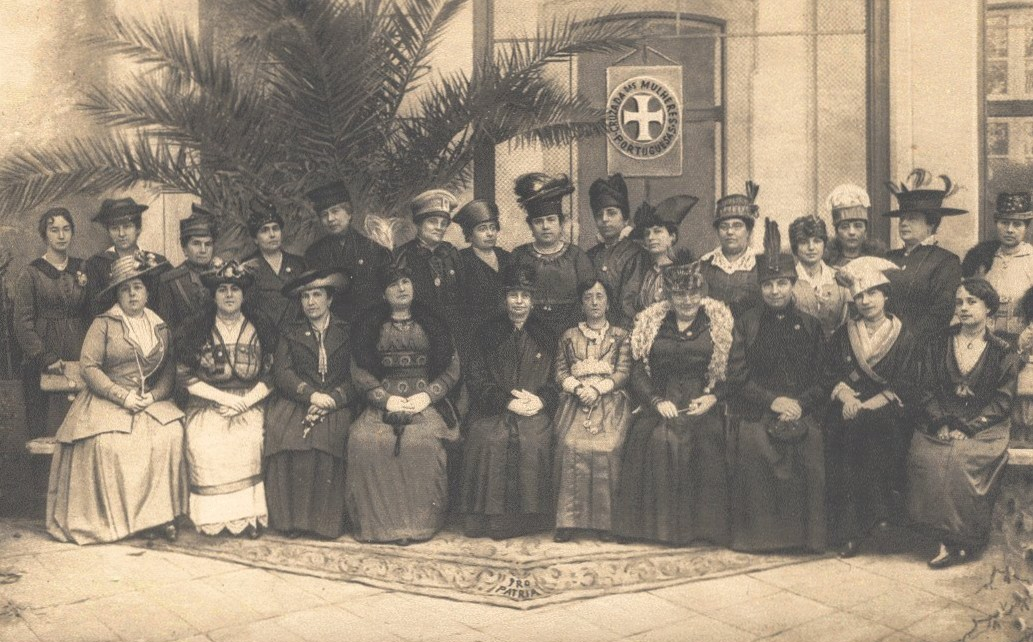
Mitglieder des Cruzada das Mulheres Portuguesas posieren für ein Gruppenfoto neben ihrer Fahne, 1916

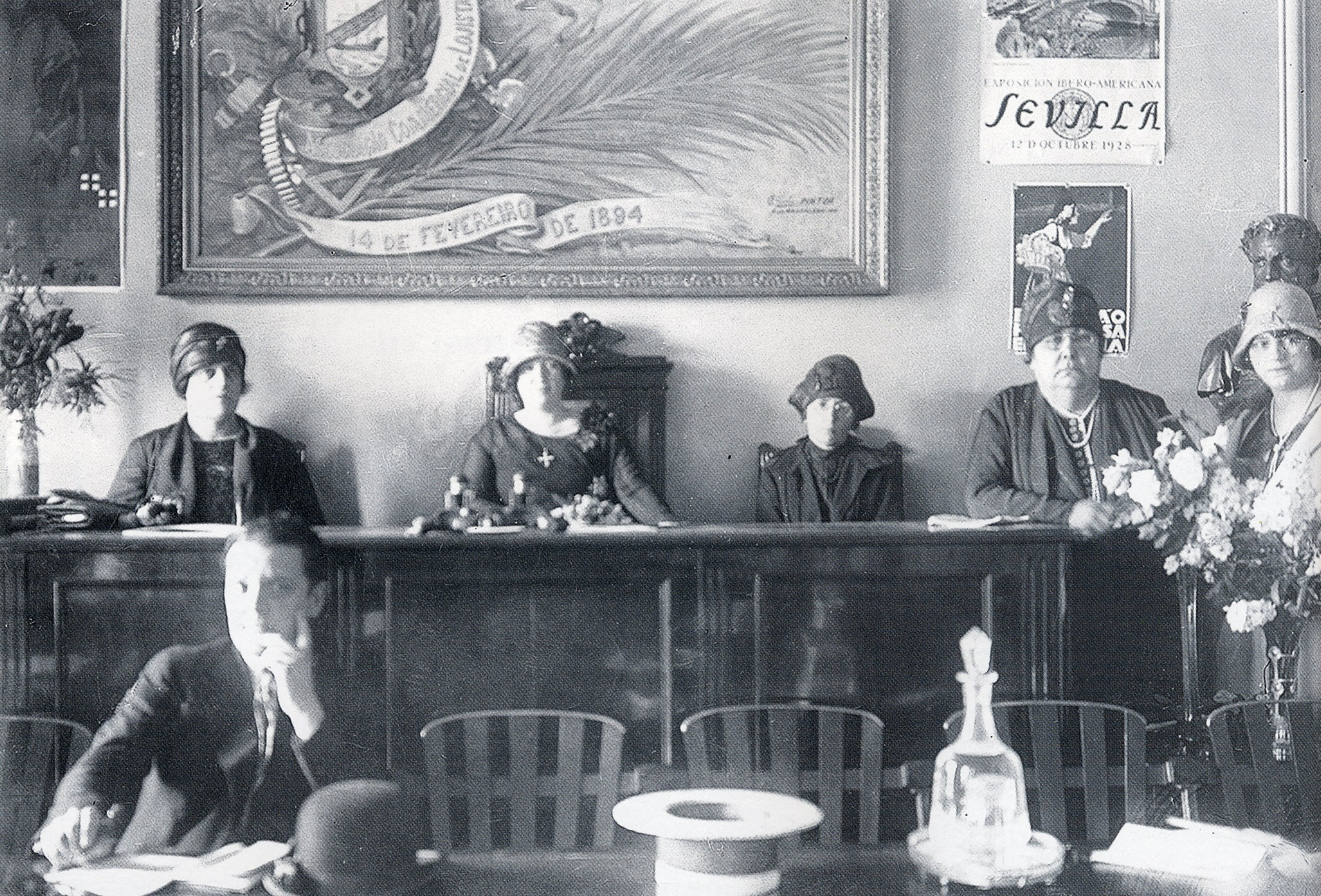
2. Frauen- und Bildungskongress, veranstaltet durch den Conselho Nacional das Mulheres Portuguesas, Lissabon, 1928; von links nach rechts: Angélica Viana Porto, Elisa Soriano Fisher, Beatriz Magalhães, Adelaide Cabete und Maria Leonarda Correia da Costa.

Cabete wurde als Tochter von Ezequiel Duarte Brazão aus Alcáçova und Balbina dos Remédios Damas aus Vila Boim geboren, die beide aus einfachen Verhältnissen stammten und auf dem Land arbeiteten. Der Vater starb als sie noch sehr jung war und sie musste zum Überleben der Familie mitarbeiten, indem sie ihrer Mutter beim Pflücken und Trocknen von Pflaumen sowie bei anderen häuslichen Tätigkeiten in den Haushalten wohlhabender Familien in Elvas half. So konnte sie keine Grundschule besuchen, lernte sie jedoch selbstständig lesen und schreiben.
Am 10. Februar 1886, als sie gerade 19 Jahre alt war, heiratete sie in der Pfarrkirche Santa Maria de Alcáçova den 36-jährigen Manuel Ramos Fernandes Cabete aus Alhadas, einen Steuerbeamten, republikanischen Aktivisten und Verfechter für Frauenrechte. Er half ihr bei der Hausarbeit, half und ermutigte sie zum Lernen, indem er ihr als erstes Geschenk eine Grammatik schenkte.  Kurz darauf legte Cabete 1889 im Alter von zweiundzwanzig Jahren ihre Grundschulprüfung ab und machte 1894 ihr Abitur mit Auszeichnung. Ein Jahr später verkaufte Manuel Cabete seinen Besitz, um das Studium seiner Frau zu finanzieren, und das Paar zog nach Lissabon, wo sie sich neben ihrer medizinischen Ausbildung in der republikanischen und feministischen Bewegung engagierte. Als Manuel Cabette 1916 nach einer langen Krankheit starb, hinterließ er seine Frau ohne Nachkommen. Als Cabete Jahre später gefragt wurde, was das wichtigste Ereignis in ihrem Leben gewesen sei, antwortete sie freimütig: „Mein Mann“.
1896 schrieb sich Cabete an der Escola Médico-Cirúrgica de Lisboa ein und schloss ihr Studium 1900 mit der Arbeit zum Thema „Schutz für arme schwangere Frauen als Mittel zur Förderung der körperlichen Entwicklung der nächsten Generationen“ ab, in der sie die Regierung aufforderte, Studien zur Geburtenverhütung durchzuführen, und ein Gesetz vorschlug, das es Arbeiterinnen ermöglichen würde, sich im letzten Monat ihrer Schwangerschaft auszuruhen, wobei eine Unterstützung dieser Pause aus den Gewinnen des Unternehmens, des Staates und einem monatlichen Beitrag der Arbeiterinnen finanziert werden sollte. Sie wurde von Miguel Bombarda, José Curry da Câmara Cabral, Ricardo Jorge und Manuel Vicente Alfredo da Costa unterrichtet und war die dritte Frau, die in Portugal ein Medizinstudium abschloss.
Nach Abschluss ihrer Facharztausbildung praktizierte sie in einer eigenen Praxis am Praça dos Restauradores in Lissabon als Gynäkologin und Geburtshelferin. Als Ärztin setzte sie sich für die Unterstützung schwangerer Frauen ein und schrieb zahlreiche Artikel, um für die Mütter- und Kinderfürsorge zu werben, indem sie sich für eine Grundversorgung und eine Verbesserung der Lebensbedingungen für Kinder und Frauen sowie für die Vorteile der Bildung einsetzte. Ein erster Artikel wurde 1901 im Jornal Elvense unter dem Titel Instrua-se a mulher veröffentlicht. Jahre später, im Jahr 1914, ging sie nach Odivelas an das Instituto de Odivelas, das Fraueninstitut für Bildung und Arbeit, im Volksmund Meninas de Odivelas genannt, wo sie nicht nur als Schulärztin arbeitete, sondern auch Hygiene, Kinderpflege, Anatomie und Physiologie sowie Sexualkunde unterrichtete.
1906 trat sie dem portugiesischen Komitee der französischen Organisation La Paix et le Désarmement par les Femmes bei. 1908 gehörte sie zusammen mit anderen republikanischen Feministinnen zu den Mitbegründerinnen der Liga Republicana das Mulheres Portuguesas, wo sie sich für die Emanzipation und das Wahlrecht der Frauen einsetzte.
Als militante Republikanerin wie ihr Ehemann beteiligte sich Cabete aktiv an Propagandabewegungen, die dem Regimewechsel am 5. Oktober 1910 vorausgingen, schrieb zahlreiche Artikel und sprach sich gegen die Monarchisten und die Jesuiten aus. Im Jahr 1910 nahm sie aktiv am Implantação da República Portuguesa teil, wo sie auf Geheiß von Miguel Bombarda, der nur wenige Tage vor der siegreichen Revolution starb, zusammen mit Carolina Beatriz Ângelo verschiedene rote und grüne Fahnen nähte und stickte, die in Lissabon gehisst werden sollten.
1912 forderte sie das Frauenwahlrecht und gründete zusammen mit anderen Frauen aus der portugiesischen Oberschicht neue feministische Organisationen wie die Liga Portuguesa Abolicionista, die Ligas de Bondade, den Cruzada das Mulheres Portuguesas, wo sie verschiedene Ämter innehatte, und den Conselho Nacional das Mulheres Portuguesas, dem sie ab 1914 mehr als zwanzig Jahre lang als Präsidentin vorstand.
Als Wohltäterin setzte sie sich stets für schwangere und arme Frauen, Kinder und Prostituierte ein. In Fragen des „weiblichen Anstands“ war sie jedoch radikal, lehnte die Einfuhr von Frauenmode ab, kritisierte kurze Röcke und empfahl Röcke, die bis einen Zentimeter über den Boden reichten, sowie einen einfachen, konservativen Kleidungsstil. Als Humanistin befürwortete sie die Schließung von Tavernen und sprach sich gegen die Gewalt bei Stierkämpfen, die Verwendung von Kriegsspielzeug und andere Themen aus, die sich für die damalige Zeit avantgardistisch waren.
Ihre Lehrtätigkeit zeichnete sich durch pädagogische Theorien mit praktischen Beispielen aus, die sie auf verschiedenen Kongressen vorstellte, darunter der Internationale Kongress für Hausangestellte in Gent (1913), der Internationale Frauenkongress in Rom (1923), der Kongress des Internationalen Frauenrates in Washington, D.C. (1925), der 1. und 2. Frauen- und Bildungskongress (1921 und 1928) und die Abolitionistenkongresse (1926 und 1929), alle in Lissabon. In einigen Fällen vertrat sie dabei die portugiesische Regierung im Ausland.
Cabete schrieb diverse Artikel zu verschiedenen Themen, hauptsächlich medizinisch-hygienischer Natur, aber auch über ihre sozialen Anliegen, indem sie Lösungen und prophylaktische Maßnahmen für Krankheiten und Epidemien vorstellte, darunter die Werke Papel que o Estudo da Puericultura, da Higiene Feminina, etc. deve desempenhar no Ensino Doméstico („Die Rolle, die das Studium der Kinderpflege, der weiblichen Hygiene usw. in der häuslichen Erziehung spielen sollte“ 1913), Proteção à Mulher Grávida („Schutz der schwangeren Frau“, 1924) oder A Luta Anti-Alcoólica nas Escolas („Der Kampf gegen den Alkohol in der Schule“, 1924). Sie schrieb auch Artikel, in denen sie ihre feministischen Forderungen darlegte, gründete und leitete die Zeitschrift Alma Feminina (zwischen 1920 und 1929) und arbeitete mit zahlreichen weiteren Zeitschriften zusammen, wie Educação, Educação Social, O Globo, A Mulher e a Criança, Pensamento; O Rebate oder Renovação (1925–1926).
Im Jahr 1907 wurde sie unter dem freimaurerischen Namen der französischen Revolutionärin Louise Michel in die Freimaurerloge Loja Feminina Humanidade der Großloge Grande Oriente Lusitano aufgenommen. 1923 beschloss Cabete angesichts der anhaltenden Meinungsverschiedenheiten innerhalb der Grande Oriente Lusitano über die Integration von Frauenlogen gleichberechtigt mit den Männerlogen, desillusioniert und müde, sich dem Le Droit Humain anzuschließen, der Männer und Frauen gleichberechtigt aufnahm. In diesem Zusammenhang erhielt sie die Vollmacht, die erste Loge des „Le Droit Humain“ und damit die erste gemischte Freimaurerloge in Portugal zu gründen.
1929 ging sie mit ihrem Neffen Arnaldo Brazão nach Luanda, Angola, da sie von der instabilen politischen Lage im Land und der bevorstehenden Errichtung der Diktatur des Estado Novo zutiefst desillusioniert war. Dort setzte sie ihre schriftstellerische und medizinische Tätigkeit fort und wurde in einige Kontroversen verwickelt, während sie sich für die feministische Sache und die Verteidigung der Rechte der indigenen Bevölkerung sowie für den freien Zugang zum öffentlichen Gesundheitswesen
Im Jahr 1934 wurde sie bei einem Schusswaffenunfall schwer verletzt. Kurz darauf beschloss sie im Alter von 67 Jahren und in sehr schlechtem Gesundheitszustand, nach Lissabon zurückzukehren, wo sie bessere Genesungsbedingungen vorfand und Zugang zu anderen Behandlungen hatte. Bei einem Sturz brach sie sich jedoch ein Bein, wodurch sich ihr Zustand verschlimmerte. Ein Jahr später, am 14. September 1935, starb Cabete in Lissabon in ihrem Haus. Sie ist auf dem Cemitério do Alto de São João in Lissabon begraben.
1976 benannte der Stadtrat von Lissabon eine Straße im Stadtteil Carnide nach ihr. Neben dieser Straße wurden weitere Straßen in den Städten und Gemeinden Loures, Seixal, Almada, Entroncamento, Moita, Setúbal, Cascais, Vila Franca de Xira, Oeiras, Amadora, Sintra und Odivelas nach ihr benannt. In Odivelas, wo sie unterrichtete, wurde im Zuge der Umstrukturierung der Sekundarschulen der Gemeinde das Schulzentrum Agrupamento de Escolas Adelaide Cabette nach ihr benannt.
A Maçon (1997), ein von Lídia Jorge verfasstes Theaterstück am Teatro Nacional D. Maria II über das Leben von Adelaide Cabete.
2019 war Cabete Teil der Ausstellung E contudo, elas movem-se! Mulheres e ciência („Und sie bewegen sich doch! Frauen und Wissenschaft“) der Universität Porto statt. Sie würdigte zwölf Frauen, die der portugiesischen Gesellschaft wichtige soziale und wissenschaftliche Fortschritte gebracht haben.